# Ітаомаціп

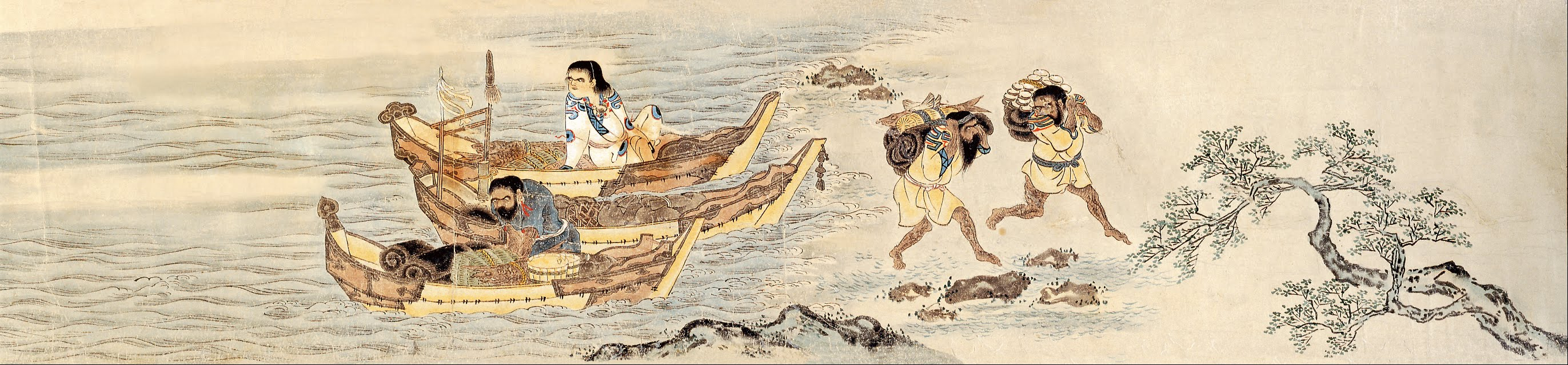
Три ітаомаціпи, намальовані у жанрі айнів Кодами Тейріо. Човни завантажені торговим крамом айнів - хутром та в'яленим лососем. Пропорції на зображенні змінені, фактична довжина корпусу човна була набагато більша за людський зріст.

Ітаомаціп (яп. イタオマチㇷ゚, айн. ita-oma-cip, дослівно — «човен з дошкою») — традиційні зшиті човни, що будувались айнами на північних островах Японського архіпелагу і використовувались ними для плавань по внутрішнім водоймам і у відкритому океані.

## Опис

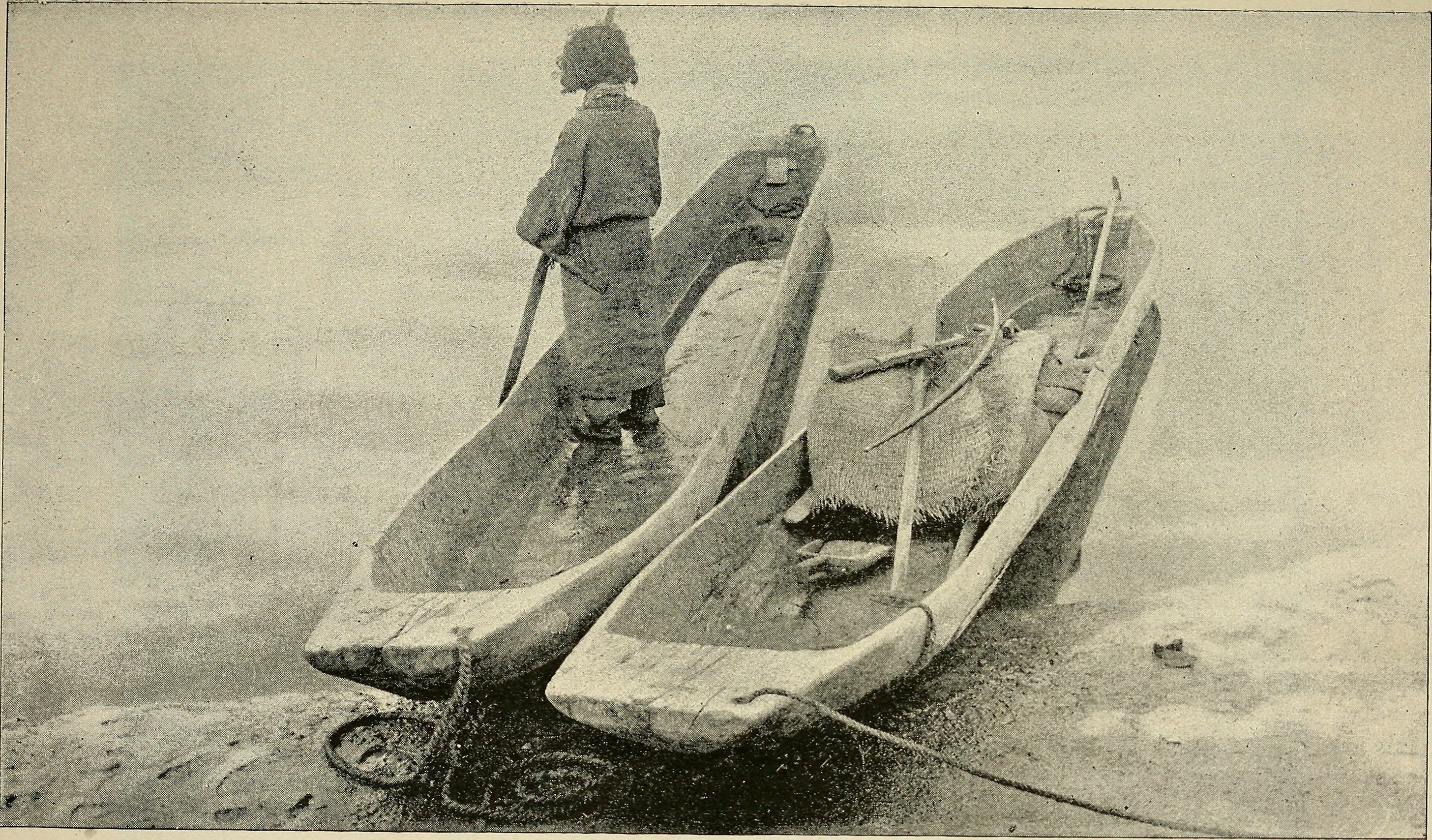
Човни-довбанки айнів в 20-х роках епохи Мейдзі. Ітаомаціп виготовлявся шляхом додавання бортів до первісного човна-довбанки.

Назва походить від айнського слова ita-oma-chip, що означає «човен з дошкою» (слово «іта» є запозиченням від японського слова «дошка»). Цей тип зшитого човна будувався зі звичайного човна-довбанки, виготовленого шляхом видовбування серцевини єдиного стовбура дерева, борти якого нарощувались шляхом приєднання до них окремих дошок, що кріпились до довбанки і між собою без використання металевих цвяхів за допомогою мотузкок, виготовлених з природних матеріалів. Айни зазвичай використовували довбанки для плавання по внутрішніх спокійних водах, таких як річки та озера, тоді як ітаомаціп застосовувався для плавання по морю з метою торгівлі з іншими районами Японії. Човни, виготовлені за цією технологією були унікальні для культури айнів і не відомі в інших районах Японії.

## Історія
Оскільки айни не використовували письмо, їх історія може бути прослідкована лише археологічно або шляхом аналізу історичних записів інших етнічних груп, зокрема народності Ваджина. Це ж стосується і історії походження ітаомаципа.

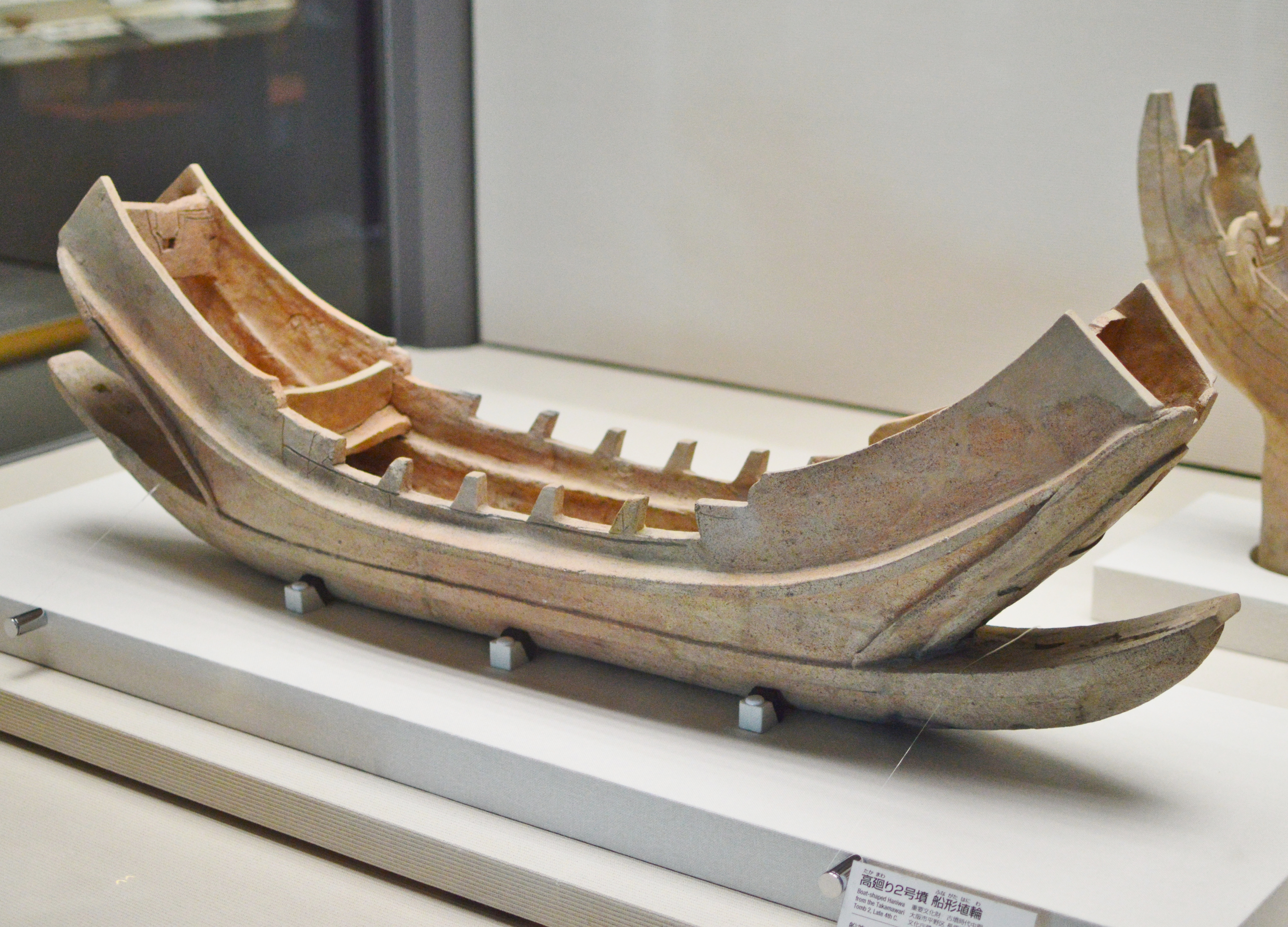
Ханіва у формі човна, розкопаний з групи курганів Нагахара в районі Хирано, місто Осака, префектура Осака. Колекція Музею історії Осаки

У материковій Японії великий човен з бортами з дошок, прикріплених до каное-довбанки почали будувати з часів періоду Яйой, а в Горьо в місті Фукуяма, префектура Хіросіма, було розкопано залишки глиняного посуду (пізній період Яйой). який, здається, зображував цей тип човна. З періоду Кофун були розкопані численні скульптури ханіва, що зображували людей, тварин та споруди, і серед них є ханіва у формі каное-довбанки, до якої додані бобаткові борти з дошок.
В той же час, в районі культури айнів в печері Фугоппе в місті Йоічі на узбережжі Японського моря на Хоккайдо було знайдено малюнок, який ніби-то зображує ітаомаціп в печерних розписах періоду культури Зоку-Джомон. Згідно з теорією археолога Такуро Сегави, автори настінних розписів печери Фугоппе були представниками періолу Кофун, що припливли до Хоккайдо через Японське море з материкової Японії. Якщо це так, метод виробництва ітаомаціпів, можливо, походить з материкової Японії.

Приблизно у VIII і IX століттях культура Зоку-Джомон перетворилася на «культуру Сацумон», яка використовує глиняний посуд із «тертим» малюнком. Носії культури Сацумон (предки айнів) займались торговельною діяльністю з материковою Японією, постачаючи в Японію сушений лосось, орлине пір'я та хутро тварин і завозячи на Хоккайдо залізні і лаковані вироби, а також рис. З іншого боку, на узбережжі Охотського моря на Хоккайдо в той же час мешкали вихідці з північної частини Сахаліну, що відносились до іншої культури під назвою "Охотська". На північному березі річки Мацунорі (місто Раусу) на півострові Сіретоко були розкопані залишки села людей охотської культури приблизно VIII століття. Серед інших артефактів були виявлені вироби з дерева, що нагадують мініатюрні зображення човнів .

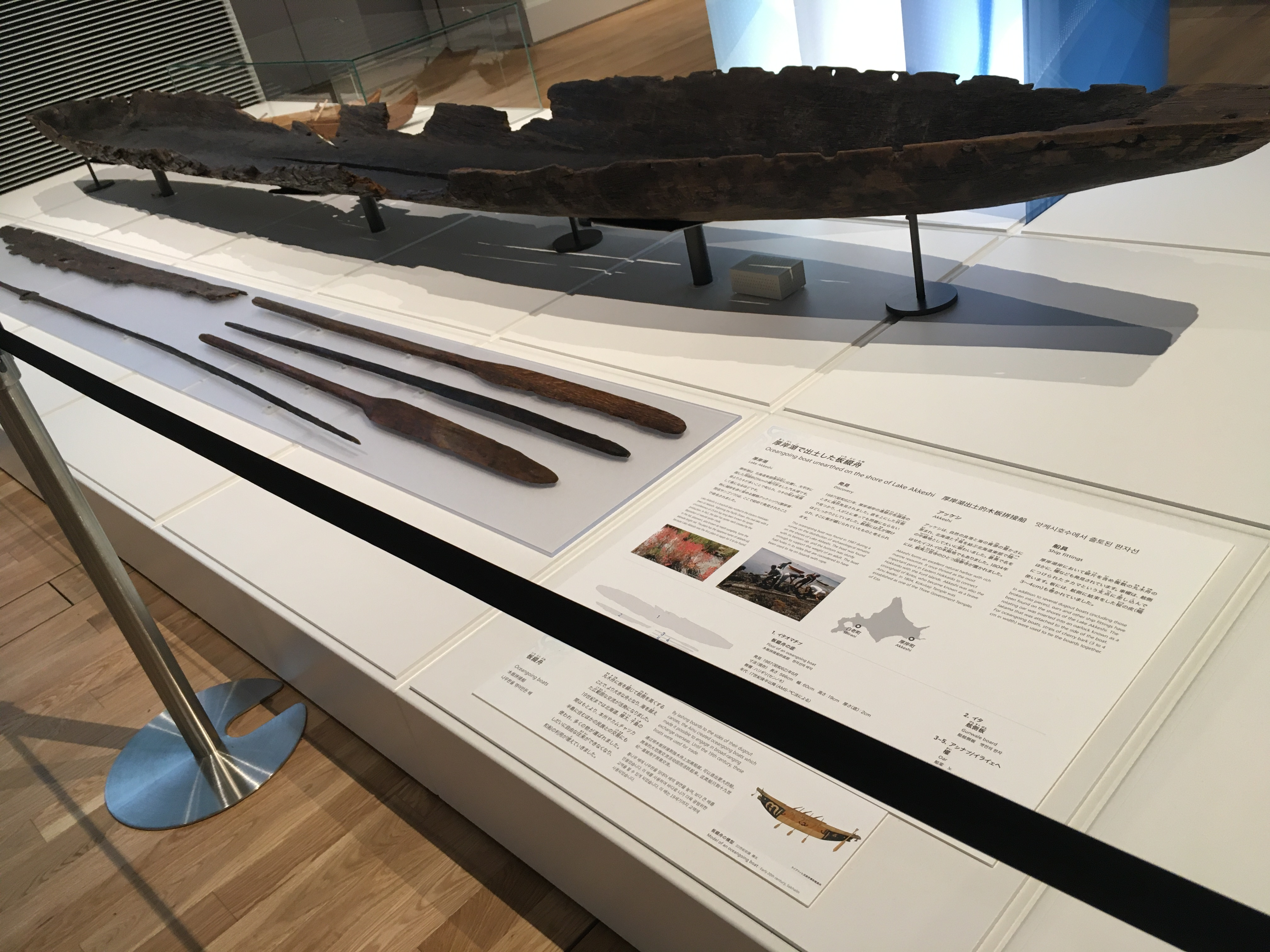
Нижня пластина та весло Ітаомаціпа, розкопаної в Аккесі-чо, східне Хоккайдо, датується серединою періоду Едо

У 1966 році на берегах річки Юфуцу на околицях міста Томакомай було розкопане каное-довбанка, яке, як вважають, було створено під час культури айнів. Вважають, що ця довбанка була основою айнського «ітаомаціпа», оскільки на її бортах були знайдені кілька невеликих отворів для привязування додаткових дошок, а на корпусі довбанки був вигравіруваний візерунок айнів, і в той же час на розкопаному веслі було підтверджено сімейний герб айнів Сіроші.
З другої половини XV століття півострів Осіма на півдні Хоккайдо потрапив під вплив народності Ваджіна, а в XVI столітті він перейшов під контроль японського клана Мацумае. Єзуїт-місіонер Джеронімо Анджеліс, який відвідав замок Мацумае в період Генна (близько 1625 р.) на початку періоду Едо, описав замок, який був наповнений предметами торгівлі між японцями і айнами.
Починаючи з середини періоду Едо, через поширення системи контрактів на використання території, айни потрапили в залежність від рибальських угідь Ваджін і торгові відносини з материковою Япоією занепали, хоча ітаомаціпи все ще будували і використовували для подорожей і полювання на морських тварин у морі. На 11-му році Кансея (1799) художник Сімада Гентан (Тані Гентан), який брав участь в огляді продуктів Езочі, описав подорож в ітаомаціпі як «Езо Фуне Ватанабе» у звіті «Подорож Езо». «Едзодзіма Кікан» і «Карта митниці Езо Айну», намальовані на початку епохи Мейдзі, зображують людей, які на борту ітаомаціпів полюють на морських звірів і збирають водорості.
З часом асиміляційна політика та модернізація призвели до втрати будівельних та навігаційних технологій ітаомаціпа, але в 1989 році айни, які проживали в Токухіра-Акібе, в місті Кусіро у співпраці з Національним музеєм етнології збудували ітаомаціп. Після цього групи айнів в різних регіонах одна за одною працювали над відновленням ітаомаціпа. Станом на 2020 рік ітаомаціп відновлено для експозиції в музеї Хоккайдо, Саппоро Пікакотан, музеї фольклору айнів у місті Шінхідака та Упопоі.

## Метод будування та навігації з емакі «Езо Сейкей»

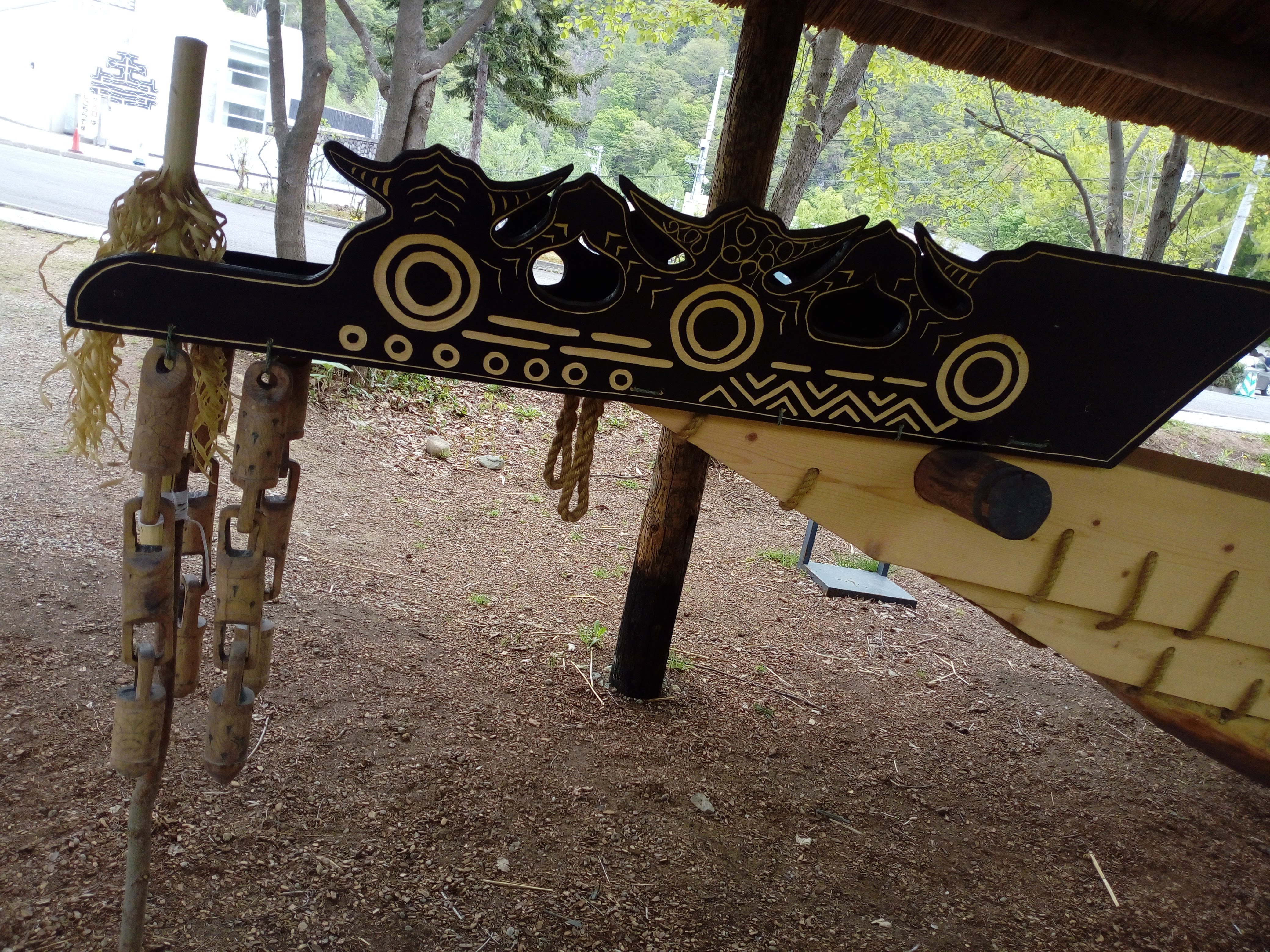
Ніс Ітаомаціпа (сучасна репліка) експонується в Центрі культурного обміну Саппоро Айну (Саппоро Піікакотан) в Коганею, Мінамі-ку, Саппоро. Оздоблений дерев'яними ланцюгами

Нижче наведена процедура побудови ітаомаціпа, посилаючись на емакі (ілюстрований сувій) «Езо Сейкей», створений Хата Авагімару та іншими авторами з метою ілюстрації культури айнів у другій половині періоду Едо.

### Зрубання дерева
"Спочатку рушайте в гори і знайдіть велике дерево. Знайшовши підходяще дерево, побудуйте під деревом вівтар і прикрасьте. Присвятіть духу дерева і богу гір інау і помоліться з проханням про дозвіл зрубати дерево. Потім зрубайте дерево і розріжте стовбур на колоди необхідної довжину, після чого на місці починайте видовбувати серцевину".

### Виготовлення довбанки
Основою будови ітаомаціпа є каное-довбанка, яка виконує роль одночасно кіля, днища і нижньої частини бортів човна. Оскільки «північна сторона дерева не піддається впливу сонця і росте повільно, через що річні кільця тут щільніші, а деревина твердіша і важча», тому північна частина зрубаного стовбура використовувалась як «днище». Після встановлення колоди днищем донизу приступають до видовбування серцевини . Крім сокири, в якості інструменту використовується невеликі тесла або загострені мотики.
Коли серцевина корабля видовбана, його несуть з гір у село, а всередину видовбаної частини встановлюють поперечну перекладину, щоб бокова частина не провалилася всередину. При цьому загорніть солом'яний килимок і покладіть його, не допускаючи раптового висихання, і почекайте, поки божевілля вщухне. Після цього налийте в корабель воду, щоб перевірити «горизонталь», і, уявляючи зовнішній вигляд і використання на момент завершення, ретельно поголіть і виправте.

### Приєднання дошок до довбанки
Коли човен-довбанка готовий, готують дошки для формування бортів, дошки для приєднання до носу та корми а також тешику (мотузку) для кріплення дошок до корпусу. Існує три типи матеріалів, які використовуються для виготовлення цієї мотузки: кора липи, кора дикої вишні та китовий вус. У районі до міста Хіроо переважно використовується кора липи і вишневих дерев, а в районі від Біроу до острова Кунаширі часто використовувалися китові вуса.
Спочатку зшийте, зробивши кілька отворів у борту човна-основи та пропустивши мотузку через отвори, зроблені в дошках бортів. Щілини між дошками заповнюються мохом, щоб запобігти просочуванню води. Коли корпус завершено, Інау присвячується носовій частині, і проводиться ритуал поклоніння душі корабля, Чисанке.

### Засоби руху
Ітаомаціп приводився в рух за допомогою весел під назвою «кандзі» і вітрила «каяні». Посередині держака весла робиться отвір, за допомогою якого весло закріплюється на виступі «Такамадзі» на бічній частині ітаомаціпа. Це система, яка по-японськи називається «курумакай». В днищі ітаомаціпа під прямим кутом до напрямку руху судна встановлюють дві рейки, між якими натягується каяні (вітрило). В якості матеріалу для вітрила використовують циновки, плетені з шикини (рогозу).

### Інші аксесуари
Кайта (якір) ітаомаціпа виготовляється шляхом прикріплення каменів до дерев'яної поперечини і схожий на японський корабельний якір. Крім того, для збору води, що потрапляє в корабель, використовується водяний ковшик «вакаке».

### Навігація
Вирушаючи в море, зверніть увагу на погоду і, оцінивши, що погода й надалі буде гарною, помоліться богу моря про безпеку вашої подорожі та відпливіть. Не випливайте на веслах у відкрите море, завжди майте на увазі, що потрібно пливти вздовж суші. Крім того, через небезпеку уникайте плавання вночі, а відстань, яку можна було досягти до заходу сонця, вважайте дистанцією просування за день.
Коли вітер попутний, вітрило ловить вітер і перебуває в стані «гладкого та повного вітрила», але коли вітер бічний, вітрило нахиляють і воно працює для стабілізації напрямку руху. Під час веслування одна людина сидить на дошці, покладеній між бортами човна і самостійно працює обома веслами - дівим та правим. Однак у морській зоні від Біллоу до Кунаширі океанська течія настільки інтенсивна, що одна людина не може вигрісти проти неї і щоб подолати її, двоє людей змушені сідати пліч-о-пліч, і кожен оперує одним веслом.